# 九州大学六本松地区

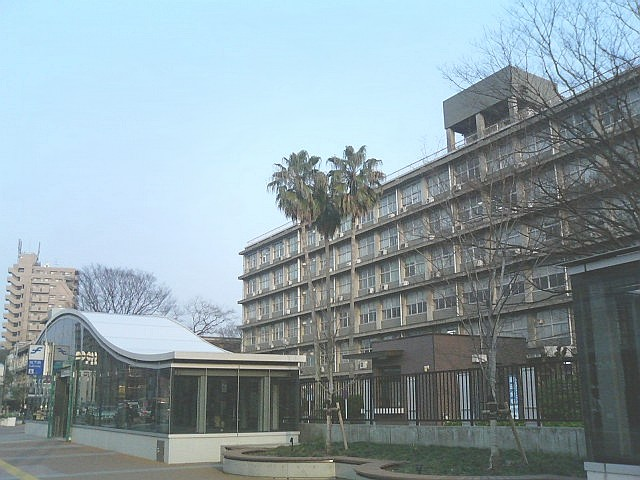
六本松地区 本館（現存せず）

九州大学 六本松地区（きゅうしゅうだいがく ろっぽんまつちく）は、かつて福岡県福岡市中央区六本松に所在していた九州大学のキャンパスのひとつである。六本松キャンパスとも呼ばれていた。

## 概要
- 郵便番号 - 〒810-8560
- 所在地 - 福岡市中央区六本松四丁目2番1号
- 面積 - 約6.5ha

## 沿革
六本松地区は、1921年（大正10年）に旧制福岡高等学校が創立された地であり、1949年（昭和24年）の新制九州大学発足時に旧制福岡高等学校が統合されたことに伴い、九州大学の一部となった。1963年（昭和38年）に教養部が置かれて以来、長きにわたり九州大学の教養課程の中心となり、1994年（平成6年）に教養部が廃止された後も全学教育（一般教養教育）が実施されていたが、伊都地区への移転により2009年（平成21年）9月29日に閉校となった。
跡地は2010年（平成22年）3月に独立行政法人都市再生機構 (UR) に売却された。再開発により、北側には福岡市科学館、九州大学の法科大学院、商業施設、住宅等が入る複合施設「六本松421」が、また、南側には福岡高裁、福岡地裁、福岡地検等の司法関係施設が建設されている。北側部分は、2014年2月にJR九州が落札、複合施設、分譲マンションと老人ホームは2017年（平成29年）に完成した。

### 年表
- 1921年（大正10年）11月9日 - 当地にて旧制福岡高等学校創立[1]。
- 1928年（昭和3年）3月26日 - かつての最寄り駅である西鉄福岡市内線城南線六本松電停が開業。
- 1949年（昭和24年）5月31日 - 旧制福岡高等学校・久留米工業専門学校・九州大学を統合して新制九州大学が発足。旧制福岡高等学校は、九州大学福岡高等学校となる[5]。
- 1949年（昭和24年）7月1日 - 一般教養課程実施のため、九州大学福岡高等学校の校地に第一分校が設置される。
- 1950年（昭和25年）
  - 3月31日 - 九州大学福岡高等学校廃止。
  - 12月 - 一般教養教室竣工。
- 1951年（昭和26年）3月 - 教官研究室竣工。
- 1952年（昭和27年）
  - 1月 - 科学教室、物理実験室竣工。
  - 10月 - 地質教室竣工。
- 1955年（昭和30年）10月31日 - 九州大学第一分校と第二分校（久留米）を統合し、第一分校校地に九州大学分校が設置される[6]。
- 1956年（昭和31年）6月 - 1号館第1期工事竣工。
- 1959年（昭和34年）3月 - 1号館第2期工事竣工。
- 1960年（昭和35年）3月 - 2号館竣工。
- 1963年（昭和38年）
  - 3月 - 3号館竣工。
  - 3月31日 - 九州大学分校廃止。
  - 4月1日 - 教養部設置。
- 1966年（昭和41年）
  - 3月25日 - 本館第1期工事竣工[7]。
  - 11月 - 本館第2期工事竣工。
- 1968年（昭和43年）3月 - 本館第3期工事竣工。
- 1971年（昭和46年）3月 - 4号館竣工。
- 1972年（昭和47年）
  - 3月 - 体育館竣工。
  - 6月 - 厚生センター竣工。
- 1975年（昭和50年）11月2日 - 最寄り駅であった西鉄城南線六本松駅廃止。
- 1976年（昭和51年）12月 - 2号館増築竣工。
- 1978年（昭和53年）4月 - 4号館増築竣工。
- 1980年（昭和55年）2月28日 - 附属図書館教養部分館竣工[8]。
- 1987年（昭和62年）3月9日 - 教養部講義棟竣工。
- 1988年（昭和63年）3月28日 - 教養部講義棟増築竣工。
- 1994年（平成6年）
  - 3月31日 - 教養部廃止[9]。
  - 4月 - 全学教育（一般教養教育）を開始。
- 2005年（平成17年）2月3日 - 最寄り駅である福岡市地下鉄七隈線六本松駅が開業。
- 2009年（平成21年）
  - 4月1日 - 伊都地区へ移転。
  - 9月29日 - 閉校式[1]。
- 2010年（平成22年）
  - 3月 - 跡地が独立行政法人都市再生機構に売却される。
  - 12月 - 解体工事開始。

## 主要施設
2007年度時点。
- 本館
- 一号館
- 二号館
- 三号館
- 四号館
- 五号館
- 新一号館
- 新四号館
- 大学院棟
- 21世紀交流プラザ

- 附属図書館六本松分館
- 情報基盤研究開発センター六本松分室
- 課外活動共用施設
- 体育館・武道場
- 学生会館
- 学生集会所（亭々舎）
- 学生厚生センター
- テニスコート
- 運動場
- プール

## 交通
- 地下鉄 - 福岡市地下鉄七隈線六本松駅
- バス - 西鉄バス六本松停留所

かつては、1928年（昭和3年）に開通した路面電車の西鉄福岡市内線城南線六本松電停が最寄り駅であった。また、1975年（昭和50年）の城南線廃止から2005年（平成17年）の七隈線開通までは、バスが主要な交通手段であった。